# Любовь Алёны
«Любо́вь Алёны» («Песнь о ба́бе Алёне») — советская немая лирическая кинокомедия 1934 года режиссёра Бориса Юрцева. Один из первых комедийных фильмов СССР — о проблемах приехавших на стройку девушек. Вышел на экраны 10 апреля 1934 года. Фильм не сохранился.

## Сюжет
Простая деревенская девушка Алёна вслед за мужем приехала из колхоза в город на строительство завода, где с трудом привыкает к неустроенному быту перенаселённого общежития.
В общежитии она встречает также приехавшую на стройку вслед за мужем американку Эллен Гетвуд — жену американского специалиста — инженера на строительстве завода. Алёне не нравится в городе, Эллен тоже далеко не всё приходится по душе в Советском Союзе. Изначально противопоставленные друг другу, они одинаково реагируют на то, что мужья уехали от них на далёкую стройку, что расценивается ими как измены. На этих точках соприкосновения Алена и Эллен сходятся как подруги. В итоге обе девушки втягиваются в жизнь коллектива, в социалистическое строительство.
Поначалу скованно себя чувствовавшая на новом месте Алёна всё делала невпопад, но осмотревшись и подружившись с женщинами-работницами, она становится активисткой и приводит общежитие в образцово-показательный вид. И когда у неё появляется возможность вернуться в деревню, она наотрез отказывается, так как ей необходима жизнь — «в нашей буче, боевой, кипучей».

## В ролях
- Галина Сергеева — Алёна Дзюбина
- Любовь Орлова — миссис Эллен Гетвуд, жена американского инженера
- Карл Гурняк — Гетвуд, американский инженер
- Владимир Чувелев — Александр Дзюбин, муж Алены
- Василий Ковригин — Лобов, директор
- Александр Антонов — Клюев
- Павел Оленев — Ваня
- Иван Твердохлеб — Кока
- Александр Сафрошин — Дримба, комендант
- Иван Бобров — рабочий
- Е. Петерсон — Люда, инженер-практикант
- Иван Бакулин — Василий Дзюбин
- Василий Макаров — Козёл, вредный мужичонка
- Борис Юрцев — эпизод
- Софья Левитина — эпизод
- Иван Назаров — эпизод

## История
Шумяцкий: Картина — лирическая комедия.

Сталин: А комический элемент в ней есть, без чего картина не вызовет такого интереса, хотя бы даже и лирическая.

Шумяцкий: Да, эти элементы есть, но в явно недостаточном количестве.

Сталин: Что же мешало увеличению этих черт ленты?

Шумяцкий: Мешает отношение к комедии, как со стороны творческих работников, проявляющих боязнь к этому жанру, так и критики, которая указывает на недопустимость привлечения комической формы для трактовки значимых явлений современности, культивирует такое пуританское отношение к комедии, к смеху в кино.

Сталин: Чепуха. Плюньте на добродетельных скукоделов.
Сценарий фильма изначально был признан трестом неудавшимся, фильм было не рекомендовано пускать в производство с мотивировкой, что комедийная линия развивается вне социальных конфликтов. Но дирекция фабрики приняла сценарий.
28 марта 1933 на кинофабрике состоялось заседание по вопросу «Чистка и обсуждение режиссёрского сценария „Песнь о бабе Алёне“», в протоколе указано: «Чистка продолжалась 1 час 32 мин.», под председательством директора объединения З. Ю. Даревского.
В ходе обсуждения сценарий был резко раскритикован — как задуманный не в том жанре: «Рост сознания и переделки Алёны не донесён», «Взаимоотношения людей в сценарии шли по линии интимной, а не общественной», с выводом: «Если принять за идею данного сценария рост сознания и перерождение человека, то он нас не может удовлетворить, ибо для раскрытия этой идеи нужны более значительные социально-психологические мотивировки и другой жанр…».

Читая такие высказывания, можно подумать, что авторы сценария сочинили нечто маразматическое. Разве можно всерьез принимать подобную ахинею с быстрой перековкой персонажей! Однако необходимо учесть — Юрцев и Ларский намеревались создать комедию. Зная это, уже начинаешь подумывать об адекватности выступающих: можно ли предъявлять столь крутые требования к произведению, рассматривающему «вопросы быта в шутливом тоне»?— Александр Хорт, 2007 год
В мае 1934 года на одном из просмотров фильм был показан Сталину. Комментировал демонстрацию фильма руководитель Госкино Б. З. Шумяцкий, он рассказал о проблемах с которыми комедия снималась, о сценах, которые изъяли из картины: был убран показанный отрицательным героем руководящий работник — директор; вырезана сцена проезда на автомобиле Эллен пока Алёна идёт пешком — якобы демонстрирующая, что иностранный инженер живет богаче советских колхозников; убран профкомовский работник носящий значок ГТО — якобы комический персонаж не может быть таким, на что Сталин сказал, что зря режиссёр согласился на эти изменения, картина была бы смешней, а так всё «чересчур гладко».
Фильм вышел на экраны, но по утверждению А. В. Романова вышла только единственная заметка о фильме — в «Киногазете».
А в июне 1934 года Шумяцкий докладывал Сталину о бурном заседании кинокомиссии оргбюро ЦК — письмо касалось препятствованию некоторыми лицами, членами Комиссии и аппарата Наркомпроса, картинам «Весёлые ребята» и «Любовь Алёны», в котором в частности отмечалось:

О конфликте с кинокомиссией Оргбюро ЦК ВКП(б).
28 июля 1934
Секретно
Копия Тов. Сталину, Кагановичу, Жданову, Стецкому, Молотову.
На заседании кинокомиссии ОБ (27.У1 с.г.) под председательством тов. Стецкого (члены — Бубнов, Антипов, Шкирятов, Самсонов, Рабичев) произошла совершенно неслыханная вещь. Просмотренная Вами и рядом других товарищей комедия Г. В. Александрова «Весёлые ребята» называлась «контрреволюционной» (Бубнов), «дрянной, хулиганской, насквозь фальшивой» (Антипов). … Я указал, что, наоборот, при просмотре все оценивали ее как первую весёлую комедию … Однако названные члены Комиссии (кроме т. Косарева) неведомо почему начали требовать изъятия из картины не только отдельных деталей и сцен, но даже целых частей. Я с этим не согласился, и мы резко разошлись. Истории с этим фильмом предшествовала буквально порча теми же членами Комиссии известной Вам неплохой фильмы «Баба Алёна».— из письма Шумяцкого Сталину о заседании кинокомиссии оргбюро ЦК
Фильм не сохранился. Несмотря на то, что Сталин одобрительно отзывался о фильме, по мнению киноведов картина была уничтожена.

## Дебют Любови Орловой
В фильме состоялся дебют Любови Орловой. У неё было уже много театральных успехов, но в кино она не пробовала играть после того, как в 1931 году на пробах один маститый режиссёр сказал ей, что её родинка на носу на экране будет заметна. Как отметил историк кино М. А. Кушниров, её первая роль была несложная — не главная, в немом фильме, и от актрисы много не требовалось:

Говоря начистоту, ставка делалась на её типажность. И гардероб. Да, да! Смешно и грустно, но наличие у неё красивых, модных нарядов сработало «за неё» не меньше других доводов. Студия была бедна, и одеть актрису, как состоятельную иностранку, представлялось почти неразрешимой проблемой. Происхождение этих туалетов отнюдь не загадочно, а очень даже прозаично. Любовь Петровна была в ту пору… замужем — не формально, правда, но и не фиктивно. Замужем за крупным австрийским инженером, работавшим у нас в качестве «спеца», — непроизвольная перекличка с ролью.